# 大胡街道
大胡街道是中华人民共和国河南省鹤壁市山城区下辖的一个街道办事处。

## 行政区划
大胡街道下辖以下村级行政区划单位：
大胡社区、罗村社区、元泉社区、马庄村、肥泉村、汪流涧村、西爻头村和凉水井村。

## 中国传统村落
2013年8月，大胡村、肥泉村被评为第二批中国传统村落。